# Benigembla
Benigembla – gmina w Hiszpanii, w prowincji Alicante, we wspólnocie autonomicznej Walencja, o powierzchni 18,45 km². W 2011 roku liczyła 583 mieszkańców.
Różne badania przeprowadzone na malowidłach naskalnych Plana de Petracos (starożytne mauretańskie miasto 7,5 km w kierunku doliny Ebo) pokazują, że obszar ten był zamieszkany od czasów prehistorycznych.